# Neunkirchen Challenger
Il Neunkirchen Challenger è stato un torneo professionistico di tennis giocato su campi in terra rossa. Faceva parte dell'ATP Challenger Series. L'unica edizione si è disputata a Neunkirchen in Germania.

## Albo d'oro

### Singolare
| Anno | Campione     | Finalista      | Punteggio |
| ---- | ------------ | -------------- | --------- |
| 1984 | Marián Vajda | Miloslav Lacek | 6–2, 7–5  |

### Doppio
| Anno | Campioni                          | Finalisti              | Punteggio |
| ---- | --------------------------------- | ---------------------- | --------- |
| 1984 | Hans-Dieter Beutel Christoph Zipf | Ulf Fischer Eric Jelen | 7–6, 7–5  |